# Synurus
Synurus es un género  de plantas con flores perteneciente a la familia de las asteráceas. Comprende 9 especies descritas y de estas, solo 2 aceptadas.

## Taxonomía
El género fue descrito por Modest Mikhailovic Iljin y publicado en Bot. Mater. Gerb. Glavn. Bot. Sada SSSR 6: 35. 1926. La especie tipo es Synurus atriplicifolius (Treviranus) Iljin

## Especies
- Synurus deltoides (Aiton) Nakai
- Synurus excelsus (Makino) Kitam.